# براندون روبنسون (كرة سلة)
براندون روبنسون (بالإنجليزية: Brandon Robinson)‏ مواليد 25 مارس 1989، هو لاعب كرة سلة أمريكي معتزل. بدأ مسيرته الاحترافية في سنة 2011. يبلغ طوله 6 قدم 6 بوصة (2.0 م).

## المسيرة الاحترافية
لعب مع هاليفاكس رينمين في سنة 2012، ثم لعب مع آيلاند ستورم في سنة 2012، ثم لعب مع كرايلسهايم مرلينز في الدوري الألماني في سنة 2015، ثم لعب مع وندسور إكسبرس في سنة 2015.

## روابط خارجية
- براندون روبنسون على موقع كرة السلة الأوروبية.كوم (الإنجليزية)
- براندون روبنسون على موقع ريلجم (الإنجليزية)
- براندون روبنسون على موقع بروبوليرز (الإنجليزية)